# Alienware
Alienware — американская компания, производитель компьютерного аппаратного обеспечения. Дочерняя компания Dell. Alienware в основном занимается сборкой персональных компьютеров (в том числе ноутбуков) из комплектующих сторонних производителей. Продукция ориентирована на аудиторию игроков в компьютерные игры, требовательных к производительности компьютера. Продукты компании используются для графически тяжёлых приложений, таких как редактирование видео и аудио, моделирование.

## История
Основана в 1996 году Нельсоном Гонсалесом и Алексой Агилой. Название своему детищу они дали, находясь под впечатлением культового сериала «Секретные материалы». В течение длительного времени компания оставалась небольшим сообществом энтузиастов. Практически все сотрудники компании также были заядлыми геймерами, поэтому девизом Alienware стало "Создано геймерами и для геймеров" (данный девиз принадлежит компании Razer). Компания при разработке своих продуктов делала главный упор на уникальный внешний вид и высочайший уровень производительности, особенно в графике. Дизайн и стильный внешний вид всегда были одними из основных приоритетов, и корпуса, выпускаемые Alienware, всегда выделялись на рынке среди других продуктов (при этом в дизайне всегда обыгрываются мотивы инопланетных цивилизаций и физиономии пришельца, вынесенной даже на логотип).
Однако помимо имиджевой составляющей, компания знаменита технологиями и инновациями.
Компания Alienware была первой, кто вывел на рынок целый ряд новых технологий:
- Первый геймерский ноутбук.
- Первый ноутбук со сдвоенной графикой.
- Жидкостное охлаждение для всех десктопов как стандарт.
Очень важно подчеркнуть, что компания одна из первых на рынке (если не первая) занялась таким направлением, как игровые мобильные решения. В старые времена[когда?] спецификации американских игровых ноутбуков Alienware частенько вызывали вздохи зависти у российских любителей мобильных решений. Тогда все крупные производители полностью игнорировали этот сегмент, и внятного конкурентного рынка игровых ноутбуков просто не существовало.
До 2006 года компания была независимой. Это была маленькая фирма, которая обслуживала всего шесть стран (США, Канаду и четыре страны в Западной Европе) и работала всего с четырьмя языками. В 2006 года она была куплена Dell, и с того времени в планах Alienware — быть представленной по всему миру.
В современном портофолио Alienware относительно немного продуктов: две настольные игровые станции, три модели игровых ноутбуков, два класса "замена десктопа" и одна мобильная, а также линейка аксессуаров.

## Продукция

### Игровые решения
- Alienware Area 51
- Alienware Area 51 Threadripper Edition
- Alienware Alpha
- Alienware Aurora
- Alienware 13
- Alienware 15
- Alienware 17
- Alienware 11

### Мониторы
- Alienware 25"
- Alienware 34"
- Alienware 34" curved

### Периферия
- Alienware AW558 (компьютерная мышь)
- Alienware AW958 (компьютерная мышь)
- Alienware AW568 (компьютерная клавиатура)
- Alienware AW768 (компьютерная клавиатура)
- Alienware AW168 (подставка под запястья)